# John Monckton (1er vicomte Galway)
John Monckton (1695 - 15 juillet 1751) de Serlby, dans le Nottinghamshire, est un propriétaire britannique et homme politique Whig qui siège à la Chambre des communes entre 1727 et 1751. Il est élevé à la pairie irlandaise en tant que premier vicomte Galway en 1727.

## Biographie

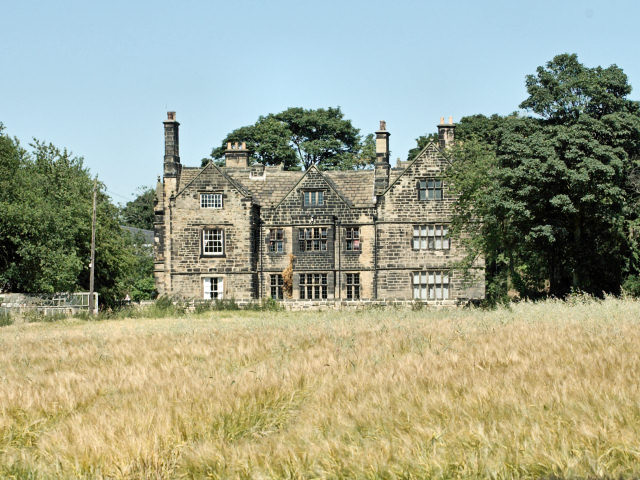
Hodroyd Hall, près de Barnsley, siège de la famille Monckton depuis le début du XVIII

John Monckton est le fils aîné de Robert Monckton (1659–1722) (en), seigneur des manoirs de Cavil, près de Howden, et Hodroyd, près de Barnsley, dans le Yorkshire . Opposant à la politique de Jacques II, Robert Monckton s’exile aux Pays-Bas et revient avec l’armée d’invasion de Guillaume III lors de la Glorieuse Révolution de 1688. Cela établit un lien familial fort avec le parti whig et Robert remporte ensuite l'arrondissement de Pontefract sur les Tories aux élections générales de 1695  et plus tard représente Aldborough. La femme de Robert et la mère de John sont Theodosia Fountaine, fille et héritière de John Fountaine de Melton-on-the-Hill, dans le Yorkshire. John Monckton fait ses études à Trinity Hall, à Cambridge, où il entre en 1713 ,.
Il hérite de son père du domaine familial de Hodryd Hall en 1722. C'est le siège de la famille depuis le début du 17e siècle. En 1725, il achète le domaine Serlby, dans le North Nottinghamshire, et commence la construction du nouveau siège familial de Serlby Hall, où il constitue une collection remarquable de peintures. Il est membre de la Société des Dilettanti.

## Carrière politique
Il se présente sans succès comme candidat whig à Clitheroe aux élections générales britanniques de 1722 . La victoire au siège dépend du contrôle des burgages. Après avoir acheté plusieurs burgages sans succès, Monckton décide de les vendre à Sir Nathaniel Curzon, l'un des candidats victorieux des conservateurs. Dans le cadre de l'accord, Curzon est transféré à Monckton pour le parlement suivant et il est dûment élu député de Clitheroe aux élections générales britanniques de 1727. Le 17 juillet 1727, le gouvernement whig de Robert Walpole le nomme vicomte Galway et baron de Killard, tous deux de la Pairie d'Irlande. Une pairie irlandaise permet au titulaire de continuer à siéger au Parlement britannique et constitue un moyen de rendre hommage à un allié politique utile .
En 1729, il achète 77 burgages à Pontefract, l'ancienne circonscription de son père, au prix de 6000 £ aux familles Bland, Dawnay et Frank. Cela lui donne, avec Sir William Lowther, le contrôle conjoint de l’arrondissement et ils décident de désigner chacun un député lors d’élections ultérieures. Lorsque le mandat de Galway à Clitheroe s’achève lors des élections générales britanniques de 1734, il est élu élu député de Pontefract, aux côtés de Lowther . Par la suite, il bénéficie de postes sous le haut patronage du gouvernement. En 1734, il est nommé commissaire du revenu en Irlande, poste qu'il occupe jusqu'en 1748. Il est réélu à Pontefract lors des élections générales britanniques de 1741, mais lors des élections générales britanniques de 1747, il cède le siège à son fils aîné. Le 5 janvier 1749, il est réélu pour Pontefract lors d'une élection partielle afin d'acquérir un autre poste rémunérateur qui l'oblige à être député. En 1749, il est recommandé par le Premier ministre, son beau-frère, Henry Pelham au poste d'arpenteur général des terres, des bois et des forêts d'Angleterre et du pays de Galles. Pelham, écrivant à son frère, le duc de Newcastle, souligne que "les dépenses considérables qu'il a engagées pour se faire recruter et, enfin, l'achat d'un quartier sont des mérites que nous ne rencontrons pas tous les jours". Galway occupe le poste d'arpenteur général et la circonscription de Pontefract jusqu'à sa mort en 1751.

## Famille
Il épouse en premières noces Lady Elizabeth Manners, fille de John Manners (2e duc de Rutland). Elle est morte en 1730. Ils ont:
- William Monckton-Arundell (2e vicomte Galway) (1725-1772)
- Robert Monckton (1726-1782), général de l'armée et administrateur colonial.

En novembre 1734, il épouse Jane Westenra, fille de Henry Warner Westenra de Rathleagh, comté de Queen's (Irlande) et ont:
- John Monckton (1739-1830), de Fineshade Abbey, Northamptonshire
- Henry Monckton (en) (1740-1778), un officier de l'armée tué à la bataille de Monmouth, New Jersey.
- Edward Monckton (en) (1744-1832), de Somerford, dans le Staffordshire, député pendant 32 ans.
- Mary Monckton (1748-1840), une hôtesse politique et littéraire remarquable qui s'est mariée avec Edmund Boyle (7e comte de Cork)